# Broye-Aubigney-Montseugny
Broye-Aubigney-Montseugny è un comune francese di 470 abitanti situato nel dipartimento dell'Alta Saona nella regione della Borgogna-Franca Contea.

## Società

### Evoluzione demografica
Abitanti censiti